# 제너레이션 킬
제너레이션 킬(Generation Kill)은 2008년 방영된 미니시리즈로, 에번 라이트의 동명의 소설을 원작으로 한다. 이라크전에 참전한 미 해병대 수색대의 실화를 그려낸 드라마이다.